# 李沛威
李沛威，香港中文大學醫學院內科及藥物治療學系心臟科副教授兼威爾斯親王醫院心臟超聲波實驗室主管，其醫學研究及政治言論多年來被不少傳媒報導。

## 研究成就
2013年2月，李連同同系余卓文教授及心胸外科組主管顏慕勤教授採用三維心臟超聲波技術以識别高風險二尖瓣脱垂患者，首次發現二尖瓣脱垂患者的二尖瓣環由馬鞍形變成了扁平結構。
2018年，李於醫學期刊《Arthritis & Rheumatology》上發表研究，指銀屑病關節炎患者的炎症綜合指數如果能持續達標，即其發炎指數一直維持在最低水平，他們罹患心血管疾病的風險會因而降低。 
另外自2016年起，李多次接受傳媒訪問，分享其以3D技術為心房顫動患者，量身訂造出心臟結構模型之研究，再配合臨床試驗，提高手術成效。

## 爭議事件
於2013年，內科及藥物治療學系另一教授余卓文被封刀的風波，李被指是投訴余的其中一人，李連同其他人被指是基於私人恩怨作出投訴。
於2014年10月，李曾經因為和病人衝突，因為病人對其「妖」（叼）了一聲，李叫護士召保安處理，指控病人使用可能令他人厭惡或煩擾的言語，但法院最後認為並非有心對醫生說侮辱性的話，判被告無罪。
於反對逃犯條例修訂草案運動期間，李曾經在Facebook上載解放軍在九龍東軍營外清理路障的圖片，並指「PLA（解放軍）都幾多靚仔，天使可能變節」，疑似引用當時行政會議成員羅范椒芬發表假新聞的言論，形容少女是為示威者提供性愛的「革命天使」，另外亦曾在報章聯署支持警方執法。
2019冠狀病毒病香港疫情期間，醫護界大批員工認為要控制疫情，政府需要對中國大陸全面「封關」，但因政府拒絕，醫管局員工陣線於2月發起罷工行動，至少逾千人參與。不過，李沛威則在Facebook上載圖片，呼籲參與罷工的人「記得戴上白絲帶，好讓我記住你的名字和所作的事」（Remember to wear your white ribbon so I can remember your name and what you did），言論疑似在恐嚇參與罷工的醫護人員。醫管局員工陣線發言人其後回應，這是公然打壓，不應該出自任何一個醫管局的管理層或有下屬的上司

## 資料來源
1. ↑  . www.mect.cuhk.edu.hk.   [2020-02-03].
2. 1 2 3  . Apple Daily 蘋果日報.   [2020-02-03]. （原始内容存档于2020-02-03） （中文）.
3. ↑  . www.cpr.cuhk.edu.hk.   [2020-02-03] （中文（繁體））.
4. ↑  . 成報.   [2020-02-03].
5. ↑  . www.bhkaec.org.hk.   [2020-02-03].
6. ↑   请检查|url=值 (帮助). https.   [2020-02-03] （中文）.[永久]
7. ↑  . Now 新聞.   [2020-02-03]. （原始内容存档于2020-11-25） （中文（香港））.
8. ↑  . 東周網【東周刊官方網站】Eastweek.com.hk.   [2020-02-03]. （原始内容存档于2020-02-03） （中文（臺灣））.
9. ↑  . Apple Daily 蘋果日報.   [2020-02-03]. （原始内容存档于2016-04-24）.
10. ↑  陳倩婷. . 香港01. 2019-09-09  [2020-06-08]. （原始内容存档于2020-12-02）.
11. ↑  . www.facebook.com.   [2020-02-03]. （原始内容存档于2020-03-10） （中文（简体））.